# 斑鰭高䲁
斑鰭高䲁（學名：Hypsoblennius maculipinna），為輻鰭魚綱鳚形目䲁科高䲁屬的一種，分布於東太平洋厄瓜多海域，本魚體延長形，稍側扁，頭鈍短，頭頂無冠膜，後鼻孔有短而尖的捲紋，在眼睛上方的觸鬚有幾個短分支，頸背無觸鬚，牙齒尖端鈍而扁平，單排，不能移動，兩側頜骨上均無後犬齒，體灰棕色，頭部眼睛後面有一條不規則的斜條紋，與臉頰上的斑點相連，上身顏色較暗，有淺色圓形斑點網，腰部中部有一排不規則的斑點或斑塊，背鰭前3-4根鰭棘上有一條深色條紋覆蓋其外半部，背鰭硬棘11-13枚、背鰭軟條15-19枚、臀鰭硬棘2枚，臀鰭軟條15-20枚，體長可達4.8公分，壽命可達6年，棲息在沿海岩石區，雌魚產附著性卵，雄魚有護卵行為，生活習性不明。